# Shane Horgan
Shane Patrick Horgan (Bellewstown, 18 de julio de 1978) es un ex–jugador irlandés de rugby que se desempeñaba como wing.

## Selección nacional
Fue convocado al XV del Trébol por primera vez en febrero de 2000 para enfrentar al XV del Cardo y disputó su último partido en noviembre de 2009 contra los Flying Fijians. En total jugó 65 partidos y marcó 105 puntos, productos de 21 tries.

### Participaciones en Copas del Mundo
Participó de la Copas Mundiales de Australia 2003 donde Horgan jugó todos los partidos y los irlandeses fueron derrotados por Les Bleus en cuartos de final. En Francia 2007 Irlanda llegó como una de las favoritas e integró el grupo de la muerte, sin embargo la historia fue distinta; el XV del Trébol resultó eliminado en fase de grupos tras caer ante el local y los Pumas.
| Mundial                       | Sede      | Resultado        | PJ | Tries |
| ----------------------------- | --------- | ---------------- | -- | ----- |
| Copa Mundial de Rugby de 2003 | Australia | Cuartos de final | 5  | 2     |
| Copa Mundial de Rugby de 2007 | Francia   | Fase de grupos   | 3  | 0     |

### Leones Británicos
Fue seleccionado a los British and Irish Lions para integrar el equipo que disputó la desastrosa Gira a Nueva Zelanda 2005 donde Horgan fue suplente, pero de igual manera jugó los tres test–matches frente a los All Blacks y no marcó puntos.

## Palmarés
- Campeón de la Copa de Campeones de 2008–09 y 2010–11.
- Campeón del Pro14 de 2001–02 y 2007–08.
- Campeón del Interprovincial Championship de 1998 y 2002.